# IFTA
O Irish Film and Television Awards (IFTA) são prêmios cujo objectivo é o de comemorar e premiar a comunidade cinematográfica e televisiva da Irlanda. A cerimónia é considerada a mais prestigiada da Irlanda, e os prêmios foram concedidos pela primeira vez em 1999.

## Irish Film & Television Academy
Em 2006, a Irish Film & Television Academy anunciou a abertura da Academia para todos os profissionais de cinema e televisão da Irlanda. O seu objectivo é "estimular a produção original e o trabalho criativo, e o incentivo à excelência através do reconhecimento, da educação e da liderança no cinema e na televisão."  A proposta de meios para fazer valer esta ideologia foram:
- Incentivar os elevados padrões da arte e da técnica em pessoas que trabalham na produção e no trabalho para celebrar a excelência através da cerimónia da entrega anual dos prémios.
- A revalorização do talento e produção dos irlandeses, a promoção activa da Irlanda no seio da Academia, garantindo que os resultados são reconhecidos e respeitadas em todo o mundo.
- Que institui um programa de actividades académicas para fomentar e incentivar talentos emergentes irlandeses.
- A salvaguarda da integridade do Irish Film and Television Awards da Irish Academy.

Alguns eventos da Academia incluem:
- A Academia tem recurso ao cinema e à televisão, bem como os seus membros associados.
- Ninguém pode votar sem ser somente os membros, até à cerimónia anual.
- Eventos educacionais; palestras, debates, master-classes, Q&A e workshops, juntamente com transmissão televisiva nocturna e eventos sociais.
- A Academia tem parceria com o IFTN Awards para produzir a cerimónia anual.
- A Academia publica uma revista trimestral "IFTA Academy' para membros da Academia, da indústria e parceiros corporativos, publicando notícias da Academia, eventos, entrevistas e outras novidades da indústria.
- A Academia está a alargar a sua composição a membros internacionais, e também a convidar um grupo de membros de júri internacional, a fim de levar o trabalho a alto nível para a Irlanda, chamando a atenção de representantes da indústria em todo o mundo.
- A Academia possui um arquivo de fotografia, publicações, registos formais e Nomeados & Vencedores para assegurar uma rigorosa e abrangente história da Academia, no futuro.
- A Academia organiza anualmente a 'Academy Christmas Party', para comemorar as realizações do ano (para todos os membros mais um convidado).

## Cerimónia
O primeiro Irish Film & Television Awards (IFTA) teve lugar em Dublin durante o mês de Novembro de 2003. A cerimónia de entrega de prémios, apresentada pela Irish Film & Television Academy, são uma plataforma para honrar e comemorar a criatividade, o talento e a conquista irlandesa; para incentivar um alto padrão de arte e técnica do trabalho produzido.
Os Prémios são abertos a todos os cidadãos irlandeses talentosos que trabalham na indústria cinematográfica e televisiva, na Irlanda e internacionalmente.

## Críticas
Embora seja a maior entrega de prémios na Irlanda, o IFTA não é bem conhecido no país. Também para o debate tem sido a nomeação e a selecção, argumentando que muitos dos filmes fizeram pouca bilheteira ou somente são nomeados apenas como "enchimento", devido ao pequeno número de filmes irlandeses disponíveis. Além disso, apenas filmes filmados na Irlanda são classificados como filmes irlandeses, apesar de haver pouco ou nenhum dinheiro dessas produções.
Outras queixas dos críticos têm apontado para as categorias internacionais, que tem sido, o que muitos já disseram, acrescentadas para tornar os prémios mais acessíveis ao grande público do cinema, no entanto os prémios tendem a ser dados apenas para aqueles que se destacam (por exemplo, Daniel Day-Lewis, nacionalizado irlandês).